# Mys Tarifa

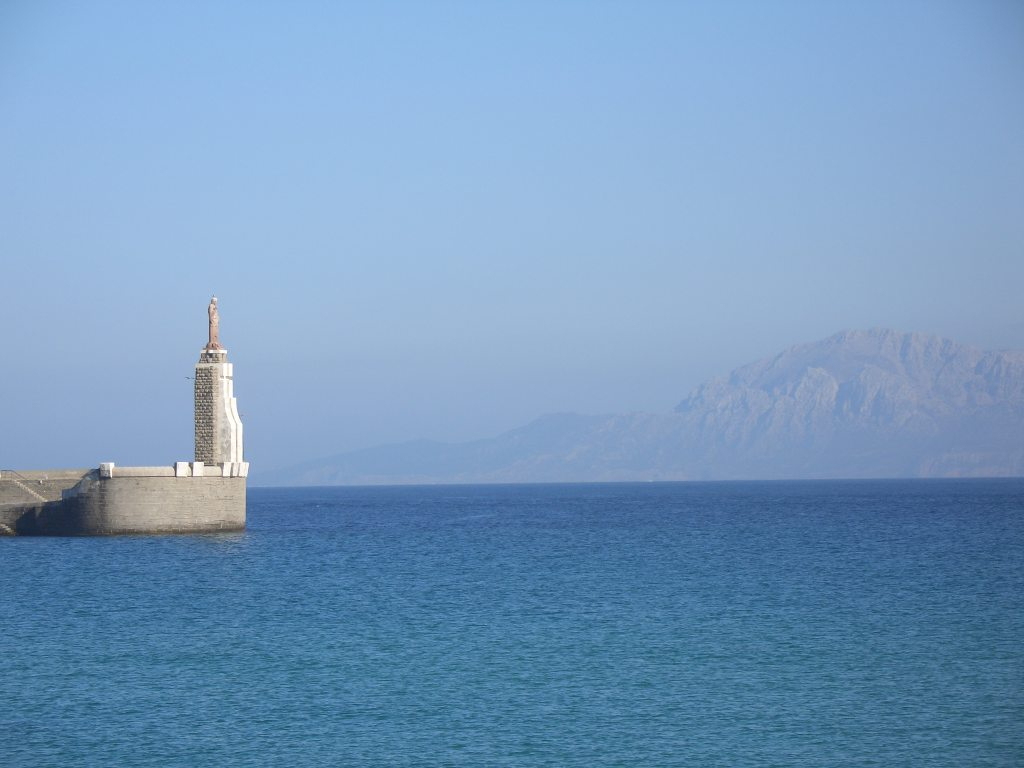
Mys Tarifa, Gibraltarský průliv a pohoří v Africe

Mys Tarifa (Punta de Tarifa, Punta Marroqui) je mys ve Španělsku, který se nachází v městě Tarifa, je nejjižnějším bodem Španělska a kontinentální Evropy. Poloha 35° 58' N 5°37' W. Mys se nachází na ostrově Las Palomas (Holubí ostrov, také ostrov Tarifa), který je pevně spojen s kontinentem, v nejužším místě Gibraltarském průlivu. Je na rozhraní Středozemního moře a Atlantského oceánu. Od břehů afrického kontinentu je vzdálen 14 km.
Na ostrově Las Palomas je pevnost Tarifa, v současné době je to základna vojenského námořnictva a vstup na ostrov je zakázán. 

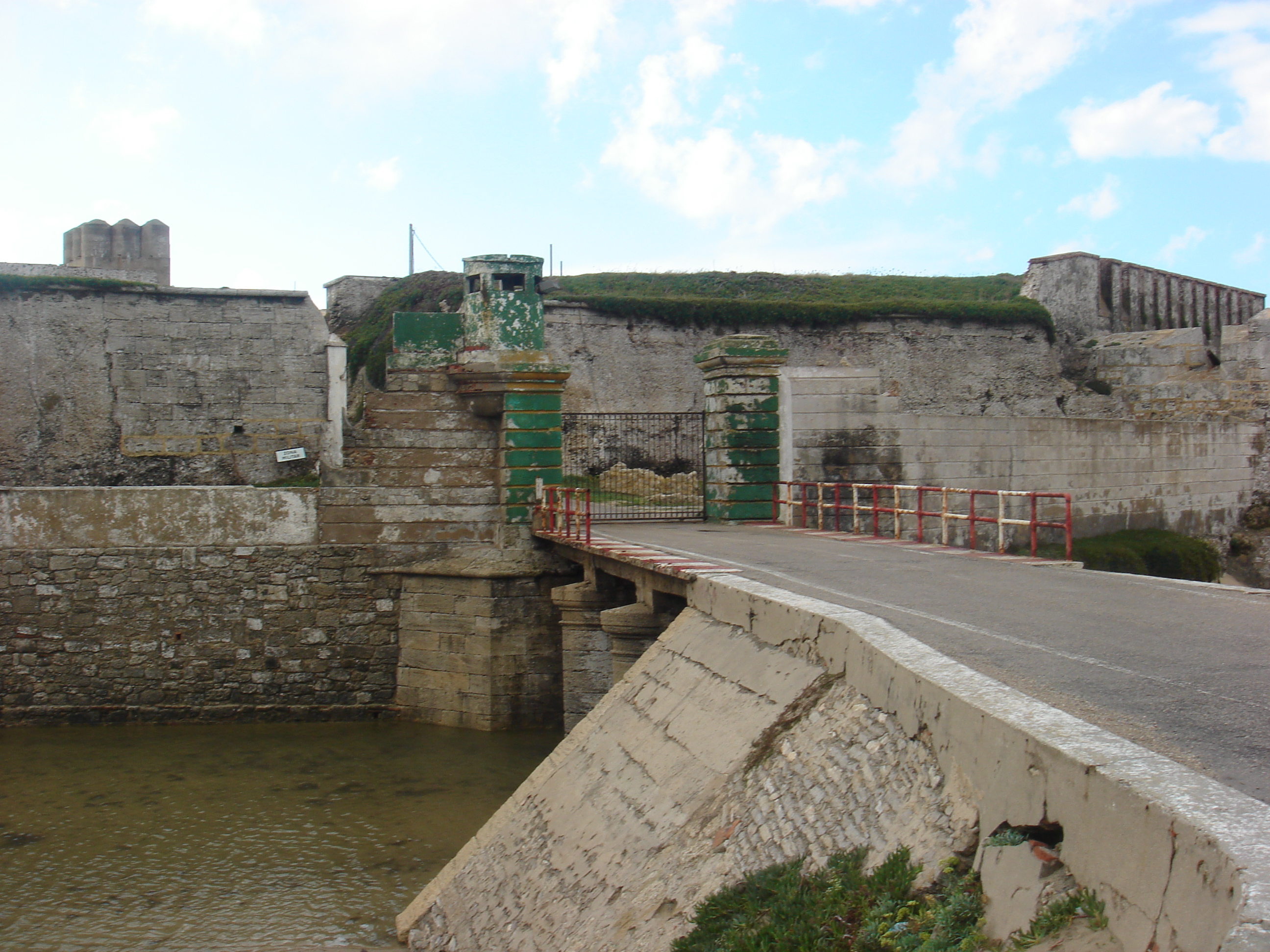
Vjezd na ostrov Las Palomas.

V roce 710 se na pobřeží dnešní Tarify vylodilo malé muslimské vojsko pod vedením Tárika ibn Málika a zahájily dobytí jihu Španělska muslimskými vojsky.